# Daïra d'Azeffoun
Pour les articles homonymes, voir Azeffoun (homonymie).
La daïra d'Azeffoun est une circonscription administrative algérienne située dans la wilaya de Tizi Ouzou et la région de Kabylie. Son chef-lieu est situé sur la commune éponyme d'Azeffoun.

## Communes
La daïra comprend quatre communes :
- Azeffoun
- Aghribs
- Akerrou
- Aït Chafaa

La population totale de la daïra est de 37 756 habitants pour une superficie de 319,01 km2.

## Les célébrités liées à la région
- Littérature et Poésie politique :

Tahar Djaout
Bachir Hadj Ali
Mohamed Aouine
Kamel Messaoudi
- Musique : Boudjemaâ El Ankis, Mohamed Allaoua, Mohand Iguerbouchène, Hadj El Anka

Hnifa
- Sport : Hassen Lalmas
- Théâtre et cinéma : Ahmed Ayad Rouiched, Mohamed Fellag, Mohamed Hilmi, Saïd Hilmi, Mohamed Ifticene
- Guerre d'Algérie :

Didouche Mourad
Yacef Saadi
Taleb Abdarahmane
Khorsi Sadok (premier député algérien)
Petit Omar
- Peinture : M'hamed Issiakhem , Samir Khelil...
- Hommes de religion:

Cheikh Mouhand Ouamar (Sadou)
Abu Yaala Zouawi (voire wikipedia en arabe)
Mohamad Kettou
Ibn Zekri
Mohamed Salah Seddik
Mohamed Said Maouel

## Localisation
|                  | Mer Méditerranée |                  |
| Daïra de Tigzirt | Daïra d'Azeffoun | Wilaya de Béjaïa |
|                  | Daïra d'Azazga   |                  |